# Iole charlottae
El bulbul de Charlotte (Iole charlottae) es una especie de ave paseriforme de la familia Pycnonotidae endémica de Borneo. Hasta 2017 se consideraba una subespecie del bulbul oliváceo.